# Fongueusemare
Fongueusemare ist eine französische Gemeinde mit 176 Einwohnern (Stand: 1. Januar 2022) im Département Seine-Maritime in der Region Normandie. Sie gehört zum Arrondissement Le Havre und zum Kanton Octeville-sur-Mer. Die Bewohner werden Fongueusemarais und Fongueusemaraises genannt.

## Geographie
Fongueusemare liegt in der Naturregion Pays de Caux in der Nähe zum Ärmelkanal, etwa 25 Kilometer nordnordöstlich von Le Havre. Umgeben wird Fongueusemare von den Nachbargemeinden Les Loges im Norden und Westen, Gerville im Norden, Maniquerville im Nordosten, Sausseuzemare-en-Caux im Osten und Südosten, Écrainville im Süden und Südwesten sowie Cuverville im Westen und Südwesten. 

## Bevölkerungsentwicklung

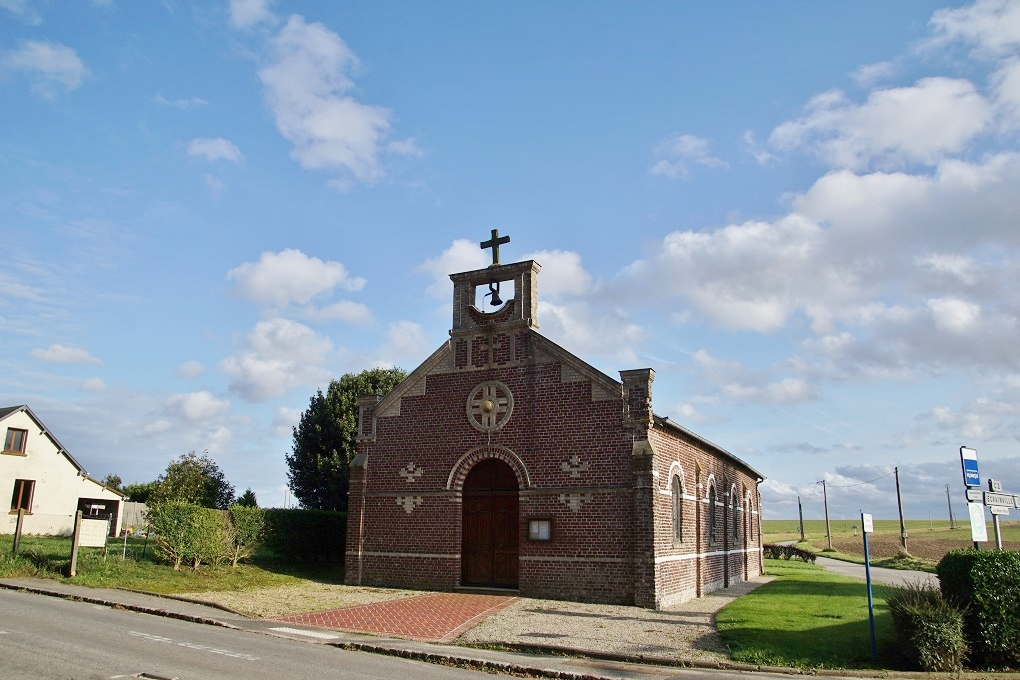
Kapelle Sainte-Thérèse

| Jahr                       | 1962 | 1968 | 1975 | 1982 | 1990 | 1999 | 2006 | 2013 | 2020 |
| -------------------------- | ---- | ---- | ---- | ---- | ---- | ---- | ---- | ---- | ---- |
| Einwohner                  | 201  | 162  | 156  | 160  | 170  | 170  | 191  | 188  | 182  |
| Quellen: Cassini und INSEE |      |      |      |      |      |      |      |      |      |

## Sehenswürdigkeiten
- Die Kapelle Sainte-Thérèse wurde 1927 errichtet. Ihre Bleiglasfenster erzählen das Leben der Therese von Lisieux.